# ژان هوفمن
ژان هوفمن (فرانسوی: Jean Hoffman‎؛ زادهٔ ۲۳ سپتامبر ۱۸۹۳) بازیکن واترپلو اهل بلژیک بود.